# Dominique Boulard & Filles
Dominique Boulard & Filles is een champagnehuis dat in maart 2010 ontstond door het beëindigen van de vennootschap van de drie kinderen van Raymond Boulard. Het champagnehuis Raymond Boulard hield in de oude vorm op te bestaan. Dominique Boulard & Filles is in La Neuville-aux-Larris gevestigd. De wijngaarden bevinden zich op de hellingen in Paradis, nabij Belval-sous-Châtillon.

## Champagnes
- Dominique Boulard Brut Réserve
- Dominique Boulard Cuvée Blanc de Blancs
- Dominique Boulard Rosé de Saignée: Champagne van 40% Pinot Meunier, 40% Pinot Noir en 20% Chardonnay. De druiven komt vooral van wijnranken van 60 jaar oud uit Vallée de la Marne en Montagne de Reims.
- Dominique Boulard Grand Cru Mailly-Champagne: een mono-cru van Pinot Noir uit de Montagne de Reims.
- Dominique Boulard Cuvée Tradition
- Dominique Boulard Singularis: Millesime van 60% Chardonnay, 15% Pinot Noir en 25 % Pinot Meunier voor de jaargang 2011. Druiven afkomstig van Vallée de la Marne en de Montagne de Reims.